# Anthophora sagemehli
Anthophora sagemehli là một loài Hymenoptera trong họ Apidae. Loài này được Morawitz mô tả khoa học năm 1883.